# Sornac
Sornac este o comună în departamentul Corrèze din centrul Franței. În 2009 avea o populație de 821 de locuitori.

## Evoluția populației
| An        | 1975  | 1982  | 1990 | 1999 | 2006 | 2009 |
| --------- | ----- | ----- | ---- | ---- | ---- | ---- |
| Populație | 1.020 | 1.125 | 972  | 851  | 815  | 821  |